# نترس (فیلم ۲۰۱۴)
نترس (به هندی: Anjaan) یا مرد نترس فیلمی محصول سال ۲۰۱۴ و به کارگردانی ان.لینگوسامی است. در این فیلم بازیگرانی همچون سوریا، سامانتا روت پرابو، ویدیوت جاموال، مانوج باجپایی، دالیپ تاهیل، چتان هانسراج، چیترانگادا سینگ، مریم زکریا ایفای نقش کرده‌اند.